# Gaturro

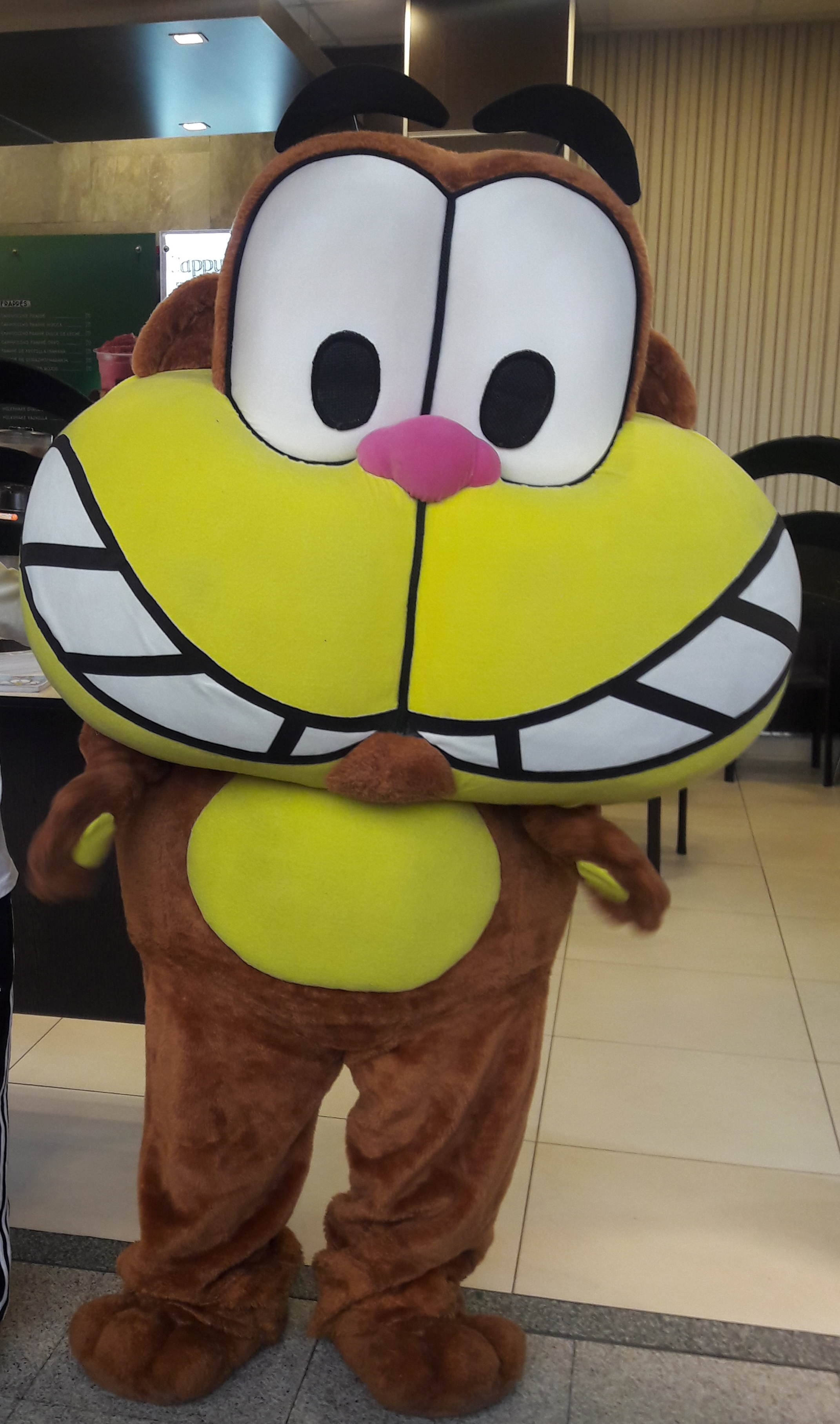
Cosplayer verkleidet als Gaturro in Alto Avellaneda (2017)

Gaturro ist eine Serie von argentinischen Büchern und Comics, geschrieben von Cristian Gustavo Dzwonik, besser bekannt als Nik. Die Serie umfasst mehr als 35 Bücher, darunter Comics und kleine Romane. Der Film wurde im September 2010 veröffentlicht, und eine virtuelle Welt für Kinder namens Mundo Gaturro wurde ebenfalls im Jahr 2010 eingeführt.

## Zusammenfassung
Gaturro ist eine braune Katze mit gelben Wangen. Die Serie handelt vom Leben einer Katze mit demselben Namen wie die Serie, die in eine Katze namens Ágatha verliebt ist, aber von ihr nicht beachtet wird. Gaturro spricht nicht, sondern denkt nur, aber wenn er mit seinen anderen tierischen Freunden kommuniziert, spricht er oft. Zu seinen Hauptaktivitäten gehört es, auf den Dächern herumzulaufen und zur Schule zu gehen.

## Charaktere von Gaturro

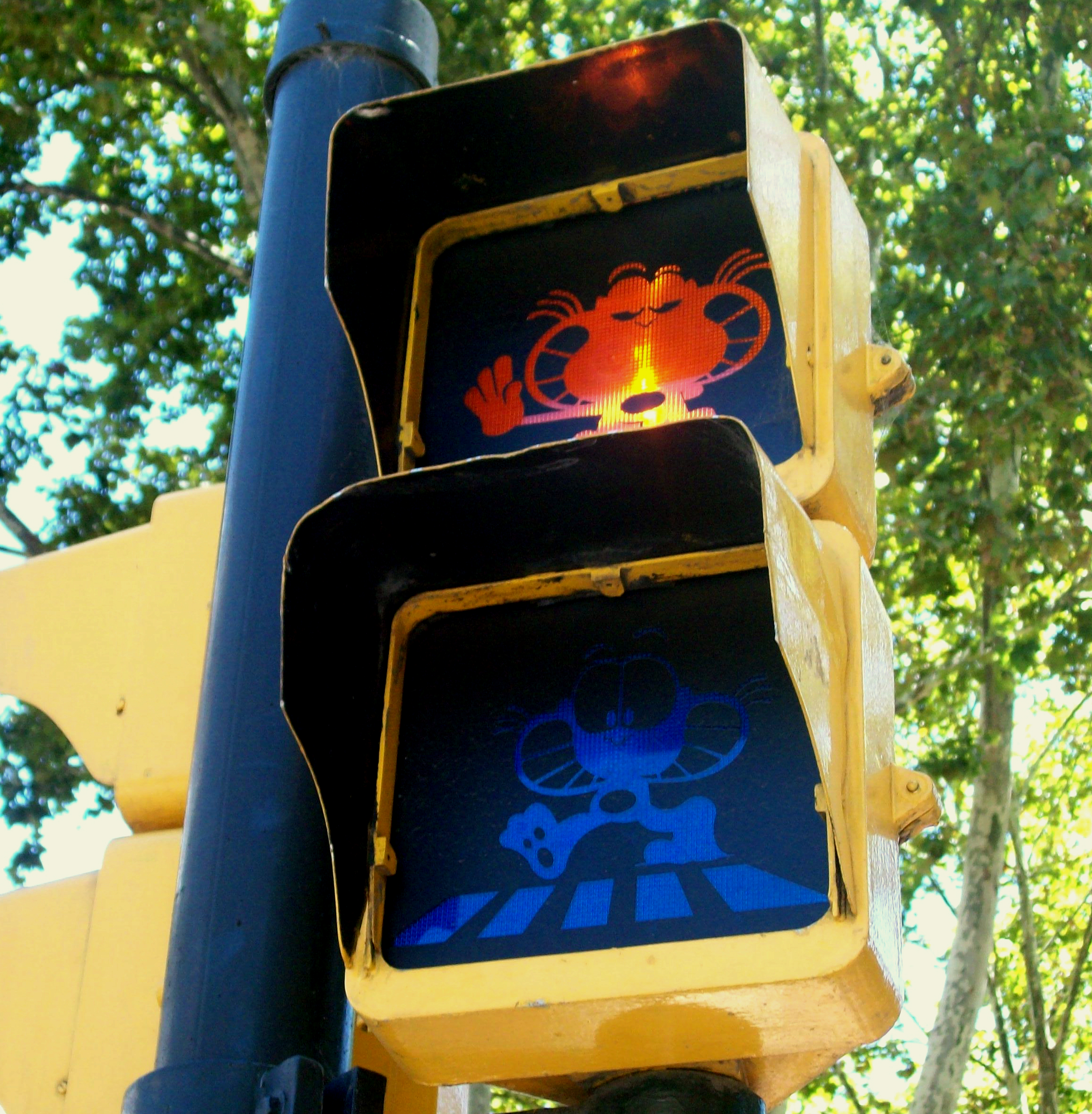
Ampel in Buenos Aires, auf der die Symbole den Charakter Gaturro zeigen.

### Hauptcharaktere
- Gaturro: Er ist eine Katze und der Protagonist des Comics.[4] Er wird als Träumer und Beobachter der Welt dargestellt. Seine großen Augen und sein Einfallsreichtum sind charakteristisch für ihn. Obwohl sein Zuhause ein bezaubernder Ort ist, genießt er es auch, auf den Dächern seiner Nachbarschaft herumzustreifen. Dort kann Gaturro mit anderen Charakteren aus den Nachbarhäusern interagieren. Seine Besitzer schicken ihn gelegentlich zur Schule, nicht wegen der Bildung, sondern um ihn aus dem Haus zu bekommen. In der Schule ist Gaturro ein kleiner Unruhestifter und macht seiner Lehrerin, Frau Ruda Vinagreti, das Leben schwer. Gaturro ist auch gelegentlich schick gekleidet im Büro seines Besitzers aufgetaucht, um einen Witz in Form einer Denkblase zu machen, aber es wurde nie erklärt, was er dort macht.
- Ágatha: Sie ist Gaturros Nachbarin, eine Katze, in die Gaturro hoffnungslos verliebt ist. Ágatha ist eifersüchtig, egoistisch und kompliziert, aber sehr intelligent. Sie kennen sich schon lange, aber ihre Beziehung ist immer gleich geblieben: Gaturro ist in sie verliebt, aber Ágatha ignoriert ihn.[5]

### Adoptivfamilie

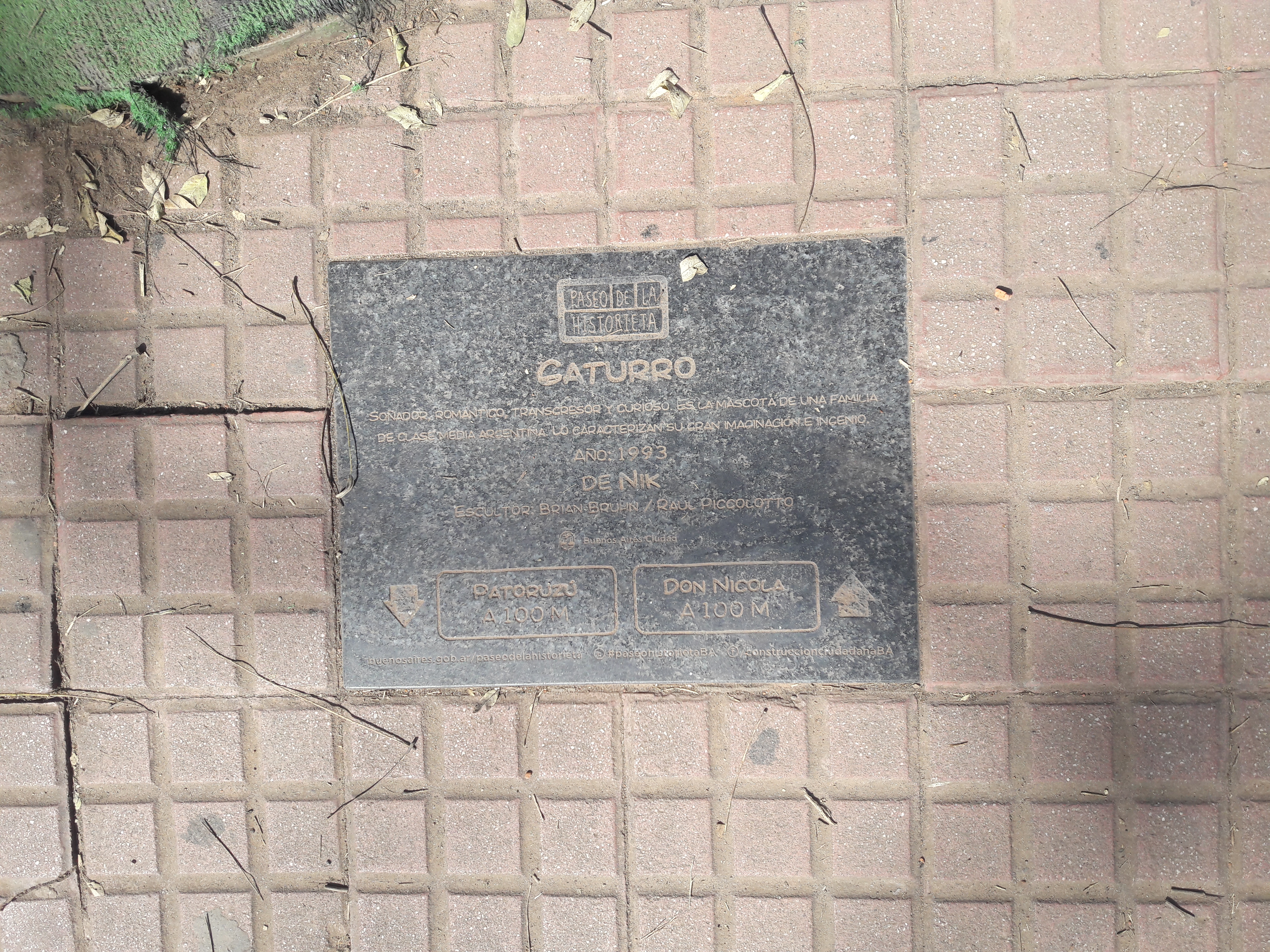
Gaturro-Plakette auf dem Paseo de la Historieta

- Daniel (Der Vater): Gaturros Besitzer. Er ist ein Stereotyp eines Mittelklasse-Vaters, der, obwohl er von der Arbeit überwältigt ist, versucht, seinen familiären Verpflichtungen nachzukommen. Seine Beziehung zu Gaturro ist wie zu einem weiteren Kind. Er isst immer zu viel und verbringt die meiste Zeit auf dem Sofa vor dem Fernseher, wobei er stark Übergewicht hat.
- Valeria (Die Mutter): Sie ist sehr verständnis- und liebevoll, aber auch konsequent. Sie widmet sich vollständig dem Haushalt und ihrer Familie, einen Stress, den sie mit Gymnastik oder Enthusiasmus für Feng-Shui-Paraphernalien bekämpft. Sie hasst es, wenn Gaturro das Haus schmutzig macht oder ihr Mann zu viel isst.
- Luz: Die älteste Tochter der Familie. Ihre aufkommende Pubertät macht sie sehr eigensinnig und stur, was zu ständigen Konflikten mit ihrer Familie, einschließlich Gaturro, führt.
- Agustín: Der jüngste Sohn der Familie, und er scheint der Einzige zu sein, der Gaturro wie ein Haustier behandelt. Er ist sehr neugierig und begeistert sich für Videospiele.
- Die Zwillinge: Sie sind die neugeborenen Babys, ein Junge und ein Mädchen. Ihre Ankunft wurde im 31. Band angekündigt und sie erschienen ein Buch später. Sie heißen Lola und Lalo und haben die gleichen Buchstaben, aber in anderer Reihenfolge. Obwohl im 32. Band gesagt wurde, dass ihre Gesichter im nächsten Buch gezeigt werden, geschah dies nicht wie groß angekündigt. Ihre Gesichter wurden gezeigt, als sie krabbelten.
- Die Schwiegermutter: Sie ist die Großmutter von Luz und Agustín und die Schwiegermutter des Familienvaters. Sie lebt nicht in der Stadt, besucht die Familie aber gelegentlich. Sie redet viel.
- Onkel Jorge: Er ist Daniels Bruder und somit Luz' und Agustíns Onkel. Obwohl er Daniel physisch ähnelt, wirkt er weniger ernst, schlanker und hat praktisch keinen Stress.
- Die Cousins: Sie sind Luz' und Agustíns Cousins. Das Einzige, was man über sie weiß, ist, dass sie sehr unruhig sind.

### Biologische Familie
- Mamurra: Sie ist Gaturros biologische Mutter. Sie ist äußerst überfürsorglich und verlangt von Gaturro, dass er gut isst, sich warm anzieht, lernt und sich vor allen Gefahren schützt.
- Gatulongo: Er ist ein Cousin von Gaturro mit einem sehr langen Hals. Er ist freundlich und ruhig und hat es nie eilig. Seine Antworten brauchen Stunden, um herauszukommen. Er spricht nicht viel.
- Gaturrón: Er ist eine neue Figur, die im 26. Band debütierte. Er ist sehr groß, robust und verfressen. Er ist Gaturros Cousin.
- Papurro: Er ist Gaturros Vater. Er erscheint gelegentlich in der Serie. Dynamik ist nicht seine Stärke, alles ist ihm zu mühsam.
- Abuelurra: Sie ist Gaturros Großmutter. Genau wie Mamurra ist sie sehr überfürsorglich. Sie strickt ständig Kleidung, da sie sich Sorgen macht, dass Gaturro nicht warm genug angezogen ist.
- Tiurras: Sie sind Gaturros Tanten. Sie erschienen erstmals am 25. Februar 2007 in der Serie.
- Urgroßmutter (Bisabuelurra): Sie ist wie Mamurra und Abuelurra, nur noch verstärkter.
- Bruder (Hermanurro): Er erscheint, als Gaturro ihn Ágatha vorstellt. Er ist haariger und größer als Gaturro.
- Gaturrín: Ein kleines Kätzchen, das Gaturro als Neffe adoptiert hat. Gaturrín imitiert Gaturro, bis hin zu seiner Persönlichkeit, jedoch potenziert: Er ist unschuldiger und zynischer. Er ist der einzige Charakter, der Ágatha zum Lächeln bringt.

### Gatos amigos
- Gateen: Eine jugendliche, rebellische Katze, die gerne chattet und modisch ist.
- Gaturranta: Eine Freundin von Gaturro, die ihn ab und zu besucht. Sie ist das Gegenteil von Ágatha: sehr sympathisch und eine gute Freundin. Sie half Gaturro mehrmals, Ágatha eifersüchtig zu machen.
- Katy Kit: Eine Katze, an der Gaturro Interesse zeigte. Sie behauptet, berühmt zu sein, im Fernsehen und in Zeitschriften aufzutreten. Sie ist ziemlich oberflächlich und kümmert sich nur um ihr Aussehen.
- Misha: Die neueste Katze im Viertel, die in der Nähe von Gaturros Haus wohnt. Sie hat zwei Zöpfe, ist sehr sympathisch und aktiv. Sie sucht immer neue Freunde.
- Elizabeth: Die reiche Katze des Viertels. Sie lebt in einer Villa mit ihrer Besitzerin und einem Butler. Sie hat am London Miau Institute studiert, ist um die Welt gereist und spricht mehrere Sprachen. Ihr Butler Jaime serviert ihr immer Champagner. Sie ist sehr fein, elegant und anspruchsvoll. Sie liebt es, bewundert und umsorgt zu werden.
- Gaturrina: Sie ist die Freundin von Gaturrín und genauso klein wie sie.
- Gatunislao: Sein Name ist Gatunislao García Aristizábal, er ist die „feine“ Katze des Viertels. Er hat einen Doppelnamen und viel Ansehen. Alles an ihm ist nur Fassade, er behauptet, Häuser, Autos, Felder und Yachten zu besitzen, hat aber in Wirklichkeit nichts davon.
- Gatovica: Ágatha stellte ihn einmal als ihren Freund vor. Er ist groß und scheint sehr muskulös zu sein, aber Ágatha kratzte ihn mit frisch geschärften Krallen und ließ seine Muskeln platzen. Er spricht nicht viel, man weiß nur, dass er gerne Gewichte hebt.
- Malurro: Ein Ex-Freund von Ágatha, der sehr gemein ist und sie überhaupt nicht liebt, was sie aber anzieht.
- Tommy Cool: Die coolste Katze im Viertel. Er war mit Ágatha zusammen, aber sie trennten sich, weil er egoistisch war und sich nur um neue Trends kümmerte.
- Grasurro: Ein Ex-Freund von Ágatha, Sänger romantischer Musik.
- Gatalina Yolí: Eine neue Katze im Viertel, die alle Katzen verzaubert. Sie wollte Gaturro heiraten, aber Ágatha unterbrach die Hochzeit.
- Alelí: Eine von Ágathas Schwestern, die immer „Ja“ sagt, aber als Gaturro sie um ein Date bat, sagte sie „Nein“. Sie debütierte in Band 12.
- María José: Eine von Ágathas Schwestern, die immer „Ich weiß nicht“ sagt. Sie debütierte in Band 12.

### Andere Charaktere
- Inés: Eine von Ágathas Schwestern, die immer "Vielleicht" sagt. Sie debütierte in Band 34.
- Guada: Eine von Ágathas Schwestern, die nichts sagt.

### Tierische Freunde
- Arañita: Eine Spinne, die Gaturros Freund ist und gelegentlich an ihrem Faden herabsteigt, um ihn zu besuchen. Sie ähneln sich optisch, da beide dieselben Wangen haben.
- Ramiro: Eine Maus, die im Haus von Gaturro lebt. Gaturro jagt ihn nicht und versucht auch nicht, ihn zu fangen. Sie sind sehr gute Freunde.
- Canturro: Ein Hund, der Gaturros Freund ist. Er ist brummig und versucht ständig, Gaturro die Überlegenheit seiner Spezies zu beweisen.
- Emilio: Ein Fisch, der im Haus von Gaturro lebt. Gaturro kümmert sich um ihn, und sie sind sehr gute Freunde.
- Canario: Ein Freund von Gaturro, der einem Nachbarn von Gaturro gehört.

### Büro
- Aldopetti: Arbeitet im selben Büro wie Gaturros Vater, das Gaturro gelegentlich besucht. Er ist unsicher und hat ein sehr geringes Selbstwertgefühl. Er fühlt sich ausgebeutet.
- Garquetti: Der Chef des Vaters der Familie. Er ist gemein und ein Ausbeuter von Mitarbeitern. Seine Firma produziert nichts Sinnvolles.

### Schule
- Ruda Vinagreti: Gaturros Lehrerin. Sie ist mürrisch und schlecht gelaunt und gibt Gaturro ständig schlechte Noten. Sie hat zwei Schwestern: Brusca und Tosca Vinagreti (Gaturros Babysitterin und Physiotherapeutin). Die Mutter der drei ist Áspera Vinagreti.
- Die Direktorin: Die Leiterin der Schule, die Gaturro besucht. Sie ist sehr streng und liebt es, wenn ihre Schule in Ordnung ist.

## Veröffentlichungen von Gaturro

### Ediciones de la Flor
- Gaturro 1 (1999)
- Gaturro 2 (2001)
- Gaturro 3 (2002)
- Gaturro 4 (2004)
- Gaturro 5 (2004)
- Gaturro 6 (2005)
- Gaturro 7 (2005)
- Gaturro 8 (2006)
- Gaturro 9 (2007)
- Gaturro 10 (2007)
- Gaturro 11 (2008)
- Gaturro 12 (2008)
- Gaturro 13 (2009)
- Gaturro 14 (2009)
- Gaturro 15 (2010)
- Gaturro 16 (2010)
- Gaturro 17 (2011)
- Gaturro 18 (2011)
- Gaturro 19 (2012)
- Gaturro 20 (2012)
- Gaturro 21 (2013)
- Gaturro 22 (2014)
- Gaturro 23 (2015)
- Gaturro 24 (2015)
- Gaturro 25 (2016)
- Gaturro 26 (2016)
- Gaturro 27 (2017)
- Gaturro 28 (2017)
- Gaturro 29 (2018)
- Gaturro 30 (2018)
- Gaturro 31 (2019)
- Gaturro 32 (2019)
- Gaturro 33 (2020)
- Gaturro 34 (2020)
- Gaturro 35 (2021)
- Gaturro 36 (2021)
- Gaturro 37 (2022)
- Gaturro 38 (2022)
- Gaturro 39 (2024)

### Editorial Sudamericana/Penguin Random House
- Gaturro y el misterio de las cinco Ágathas (Erstes Abenteuerbuch)
- Gaturro y la mansión del terror (Zweites Abenteuerbuch)
- Gaturro y la maldición de Tutangatón (Drittes Abenteuerbuch)
- Gaturro y la invasión extraterrestre (Viertes Abenteuerbuch)
- Gaturro y los piratas del tesoro perdido (Fünftes Abenteuerbuch)
- Gaturro y la noche de los vampiros (Sechstes Abenteuerbuch)
- Gaturro y el regreso de los zombis (Siebtes Abenteuerbuch)
- Gaturro atrapado en Mundo Gaturro (Achtes Abenteuerbuch)
- Gaturro y el poder del prisma mágico (Neuntes Abenteuerbuch)
- Gaturro superhéroe (Zehntes Abenteuerbuch)
- Gaturro y el secreto de los inmortales (Elftes Abenteuerbuch)
- Gaturro en Halloween (Zwölftes Abenteuerbuch)
- Gaturro y la venganza del futuro (Dreizehntes Abenteuerbuch)
- Gaturro y la guerra de las estrellas (Vierzehntes Abenteuerbuch)
- Gaturro y el regreso a Mundo Gaturro (Fünfzehntes Abenteuerbuch)
- Gaturro y el rubí de los mil millones (Sechzehntes Abenteuerbuch)
- Gaturro versus Orrutag (Siebzehntes Abenteuerbuch)

### Ediciones V&R
- Gaturro, el libro de mis carteles 1 y 2
- Los Juegos de Gaturro
- Los Juegos de Gaturro 2
- Los Juegos de Gaturro 3
- Yo te amo
- Sos Mi Gaturrín
- Feliz cumpleaños
- Te quiero, Mamá
- Mini-Gaturro
- Mini-Agatha
- Mini-Gaturrín
- Mini-Mamurra
- Gaturro, Juegos y Diversión
- Revista de juegos y actividades
- Revista de actividades sensacionales
- Revista de super actividades y stickers
- Gaturro, las mejores Actividades
- Gaturro, Actividades Súper Divertidas

### Ediciones B
- Aprendo a leer y escribir con Gaturro
- Aprendo matemáticas con Gaturro

### Editorial Tinta Fresca
- Manual para 4.º grado
- Manual para 5.º grado
- Manual para 6.º grados

### Editorial Guadal/El Gato de Hojalata
- La mini-valijita de Gaturro
- El gran libro de los stickers de Gaturro
- Gaturro, el libro de las máscaras

### Libros Gaturro: la película (Editorial Sudamericana)
- Ágatha, la inconquistable (Erstes 3D-Buch)
- Quiero ser como Michou (Zweites 3D-Buch)
- Caos en el Pet Shop (Drittes 3D-Buch)
- La fama es puro cuento (Viertes 3D-Buch)
- Ahora el superhéroe soy yo (Fünftes 3D-Buch)
- La trampa de Max y Gatalina (Sechstes 3D-Buch)
- El gran final (Siebtes 3D-Buch)

## Kontroversen

### Vorwürfe des Plagiats durch andere Künstler
Seit mehreren Jahren äußern andere argentinische und internationale Humoristen Vorwürfe des Plagiats gegenüber Nik. Zu den betroffenen Künstlern gehören vor allem Mafalda-Cartoons des argentinischen Humoristen Quino, Leo Arias, Paz und Rudy, Fontanarrosa, Caloi, Juan Carlos Argüelles, Lola sowie international Watterson und Jim Davis unter anderen. Es wurde sogar ein „Schwarzbuch“ über Nik erstellt, in dem einige seiner Plagiate gesammelt wurden. Aufgrund dieser Plagiatsvorwürfe wurde der Autor von zahlreichen Publikationen sowie Künstlerausstellungen und -messen ausgeschlossen.
Neben diesen Vorwürfen des Plagiats von national und international anerkannten Künstlern, äußerte sich auch der Autor der Comicserie Garfield, Gary Barker, über die starke Ähnlichkeit zwischen den beiden Figuren. Er veröffentlichte eine satirische Zeichnung auf seinen sozialen Netzwerken, die diese Ähnlichkeit ironisch darstellte.

### Vandalismus an den Statuen 2022 und 2023
Zwischen Juli und August 2022 wurde eine Statue der Figur, die sich im Paseo de la Historieta in Buenos Aires befand, vandalisiert und später entfernt. Kurze Zeit später kündigte Nik auf seinem Twitter-Account an, dass eine neue Statue mit „vandalismussicherer Technologie“ in Arbeit sei.
Am 14. Juli 2023 wurde die Statue wieder aufgestellt, und es wurde ein Zaun um sie herum errichtet, der als „vandalismussichere Technologie“ galt. Doch die Statue wurde innerhalb von weniger als zwei Tagen erneut vandalisiert, diesmal mit beleidigenden Nachrichten gegen Nik. Am 16. Juli, nur zwei Tage nach der Aufstellung, wurde die Statue erneut entfernt.
Am 20. Juli 2023 wurde in Córdoba eine Gaturro-Statue auf der Plaza de la Intendencia enthüllt. Diese wurde jedoch innerhalb von weniger als 24 Stunden vandalisiert, woraufhin sie entfernt und durch eine Statue des ikonischen Videospielcharakters Sonic ersetzt wurde.